# The Beloved Vagabond (1936)
The Beloved Vagabond (Brasil: O Querido Vagabundo) é um filme britânico de 1936, do gênero drama romântico e musical, dirigido por Curtis Bernhardt e estrelado por Maurice Chevalier, Betty Stockfeld, Margaret Lockwood e Austin Trevor, com roteiro baseado no romance homônimo de William John Locke.

## Sinopse
Em 1900, um arquiteto disfarçado de vagabundo se apaixona por uma órfã.

## Elenco
- Maurice Chevalier – Gaston de Nerac 'Paragot'
- Betty Stockfeld – Joanna Rushworth
- Margaret Lockwood – Blanquette
- Desmond Tester – Asticot
- Austin Trevor – Conde de Verneuil
- Peter Haddon – Major Walters
- Charles Carson – Charles Rushworth
- Cathleen Nesbitt – Mme. Boin
- Barbara Gott – Concierge
- Amy Veness – Cafe Owner
- D. J. Williams – Cangalheiro
- C. Denier Warren – Railway Clerk